# Мост Хорай
Мост Хорай  (яп. 蓬莱橋 хо:райбаси) — деревянный пешеходный мост через реку Ои в городе Симада префектуры Сидзуока, Япония. Длина моста составляет 897,4 м, ширина прохожей части — 2,4 м. В 1997 году занесен в книгу рекордов Гиннесса как самый длинный деревянный мост в мире, однако рекорд на самом деле принадлежит мосту Убэйн, расположенному в Мьянме.
Построен в 1879 году. В 1965 году часть деревянных опор была заменена на железобетонные. 